# 山崎進一
山崎 進一（やまざき しんいち、1930年10月12日 - 2007年5月29日）は、森林開発公団（現森林整備センター）元理事。

## 来歴
高知市出身。京都大学農学部卒業。森林開発公団の生え抜き職員として活躍し、業務部長などを経て1988年に生え抜き職員として初めて森林開発公団理事に就任。1990年、理事を退任した。他に、特定森林地域協議会副会長、森公弘済会理事などの要職を歴任した。
2007年に松岡利勝農林水産大臣らに政治献金をしていた疑惑が浮上。5月26日に官製談合疑惑で自宅を家宅捜索し、同日から28日まで事情聴取を受ける。28日、松岡が自殺。山崎も29日午前5時過ぎに投身自殺した。